# Microchera
Microchera is een geslacht van vogels uit de familie kolibries (Trochilidae) en de geslachtengroep Trochilini (briljantkolibries).

## Soorten
Het geslacht kent de volgende soorten:
- Microchera albocoronata  – Witkruinkolibrie
- Microchera chionura  – Witstaartsmaragdkolibrie
- Microchera cupreiceps  – Koperkopsmaragdkolibrie